# 大里 (北九州市)
大里（だいり）は、福岡県北九州市門司区の地名および地域名。門司区の南西部に位置する。かつては内裏（だいり）であったが、享保年間（1716年～1736年）に大里に変更された。

## 概要
JR九州鹿児島本線門司駅周辺の市街地を指す。関門海峡の大瀬戸に面し、背後には戸ノ上山（517.8m）がそびえる。鹿児島本線の海側を国道199号、山側を国道3号がそれぞれ平行して通っている。また、山の麓に沿って北九州高速4号線が通っており、地内に大里出入口がある。
もとは豊前国企救郡大里村。関門海峡の九州側上陸地点は、門司関（旧門司・楠原）だと陸路が長くなってしまうため、大里や赤坂になることが多かった。長崎に向かう日本二十六聖人も大里に上陸している。
江戸時代は小倉藩富野手永に属した。長崎街道・唐津街道・中津街道などの基点は小倉城下の常盤橋だが、大里まで門司往還（参勤交代往還路）が伸びていた。大里村の地内は村方と町方に分かれており、大里町とも称された町方は九州最北端の宿場町として繁栄した。
大里村は1887年（明治20年）に二十町村、柳村、東原町村、馬寄村、新町村と合併して柳ヶ浦村となった。柳ヶ浦村は1908年（明治41年）12月1日に町制を施行して大里町と改称した。また、1891年（明治24年）に開業した柳ヶ浦駅も大里駅と呼ばれることが多く、1908年に正式に大里駅と改称された。
1903年（明治36年）に鈴木商店の基幹工場の一つ、大里製糖所（現・関門製糖） が設立されたことを皮切りに、1911年（明治44年）に鈴木商店の大里製粉所（現・日本製粉） や九州電線（現・古河電工）、1912年（明治45年）に帝国麦酒（現・サッポロビール）、1914年（大正3年）に大里酒精製造所（現・ニッカウヰスキー株式会社門司工場）、1917年（大正6年）に株式会社神戸製鋼所門司工場（現・神鋼メタルプロダクツ）などが設立され、大里は明治・大正期以降、鈴木商店系企業を核に、日本を代表する工場集積地の一つとして繁栄した。
大里町は1923年（大正12年）2月1日に門司市に編入された。また、大里駅は1942年（昭和17年）の関門鉄道トンネル開通に合わせて門司駅と改称された。

## 地名の由来
内裏（現・大里）という地名は、1183年（寿永2年）、この地に安徳天皇の御所（柳の御所）があったことに由来する。現在御所神社があるあたり が、柳の御所比定地になっている。享保の頃、この地に海賊が出没し、内裏の海に血を流すのは恐れ多いとして大里に変更された。1902年（明治35年）、明治天皇の九州行幸のさい、御所神社の社殿が明治天皇の休憩場所に使われた。安徳天皇の慰霊が目的だったとされる。

## 歴史

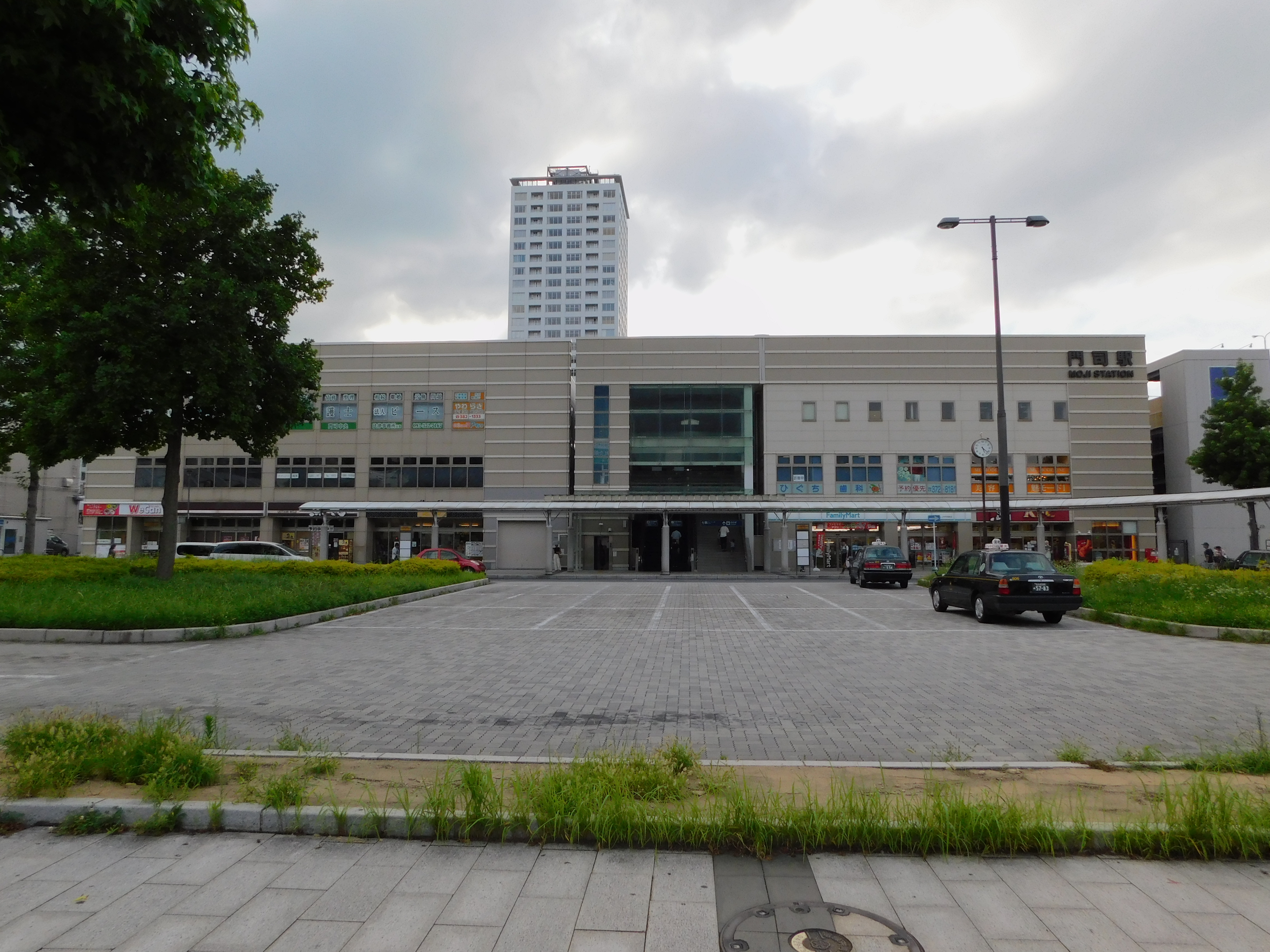
門司駅 (旧・大里駅)

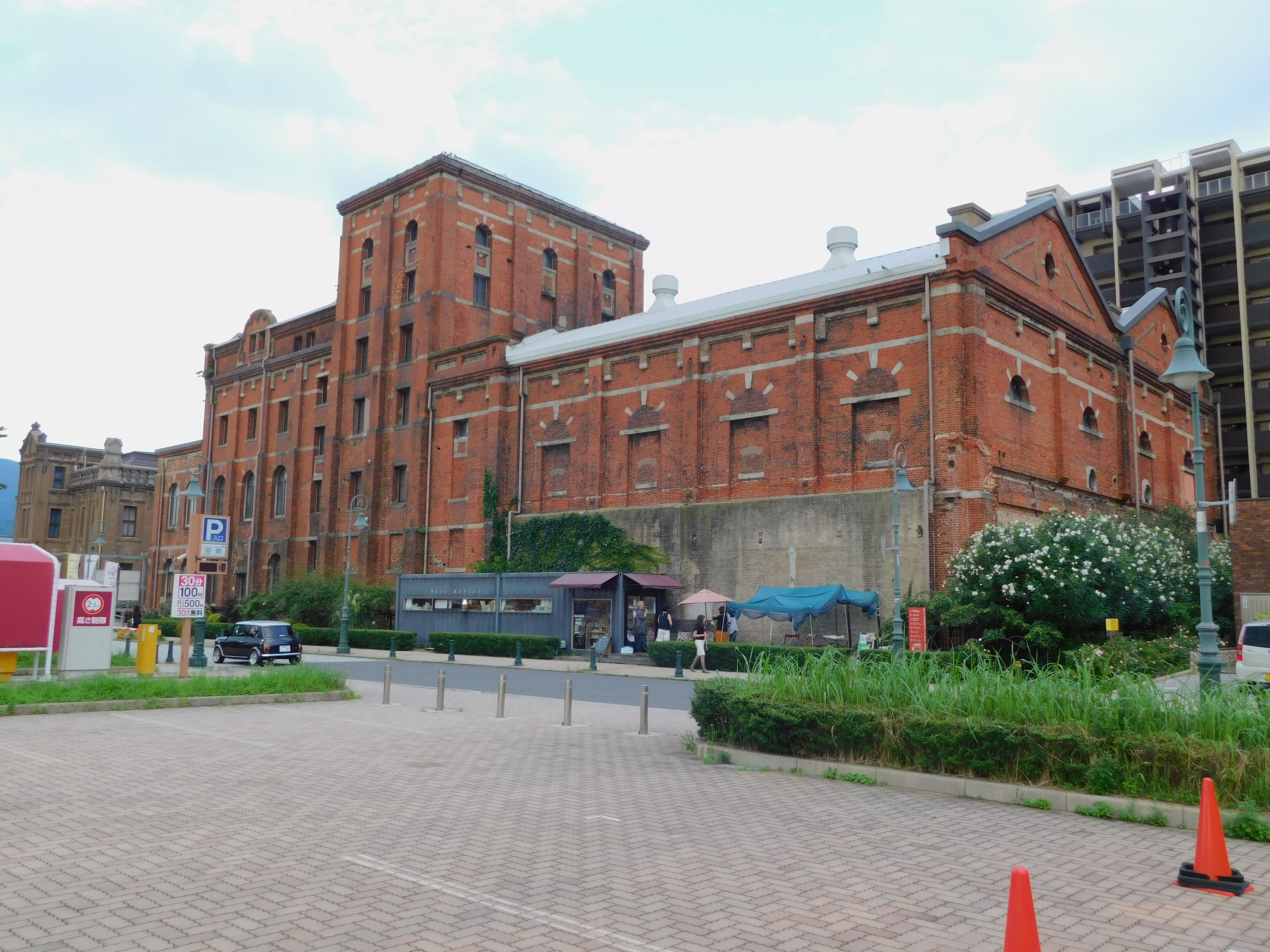
門司赤煉瓦プレイス(旧・帝国麦酒)

- 1887年（明治20年） - 大里村が二十町村、柳村、東原町村、馬寄村、新町村と合併して柳ヶ浦村となる。
- 1891年（明治24年）4月1日 - 九州鉄道（初代）により柳ヶ浦駅（現・門司駅）開業。
- 1903年（明治36年） - 大里製糖所（現・関門製糖）が設立。
- 1908年（明治41年） - 柳ヶ浦村が町制を施行して大里町と改称。柳ヶ浦駅を正式に大里駅と改称。
- 1911年（明治44年）6月5日 - 九州電気軌道北九州線（西鉄北九州線）開通。またこの年、大里製粉所（現、日本製粉）や九州電線（現、古河電工）が設立。
- 1912年（明治45年） - 帝国麦酒（現・サッポロビール）設立。
- 1914年（大正4年） - 大里酒精製造所（現・ニッカウヰスキー株式会社門司工場）設立。
- 1917年（大正6年） - 株式会社神戸製鋼所門司工場（現、神鋼メタルプロダクツ）設立。
- 1942年（昭和17年）4月1日 - 大里駅を門司駅と改称。
- 1942年（昭和17年）7月1日 - 関門鉄道トンネルが開通。
- 1985年（昭和60年）10月20日 - 西鉄北九州線廃止。
- 2002年（平成14年）3月31日 - 門司競輪場が廃止された。

## 主な施設
- 門司赤煉瓦プレイス
- JR九州病院
- 門司郵便局
- 豊国学園高等学校

## ギャラリー

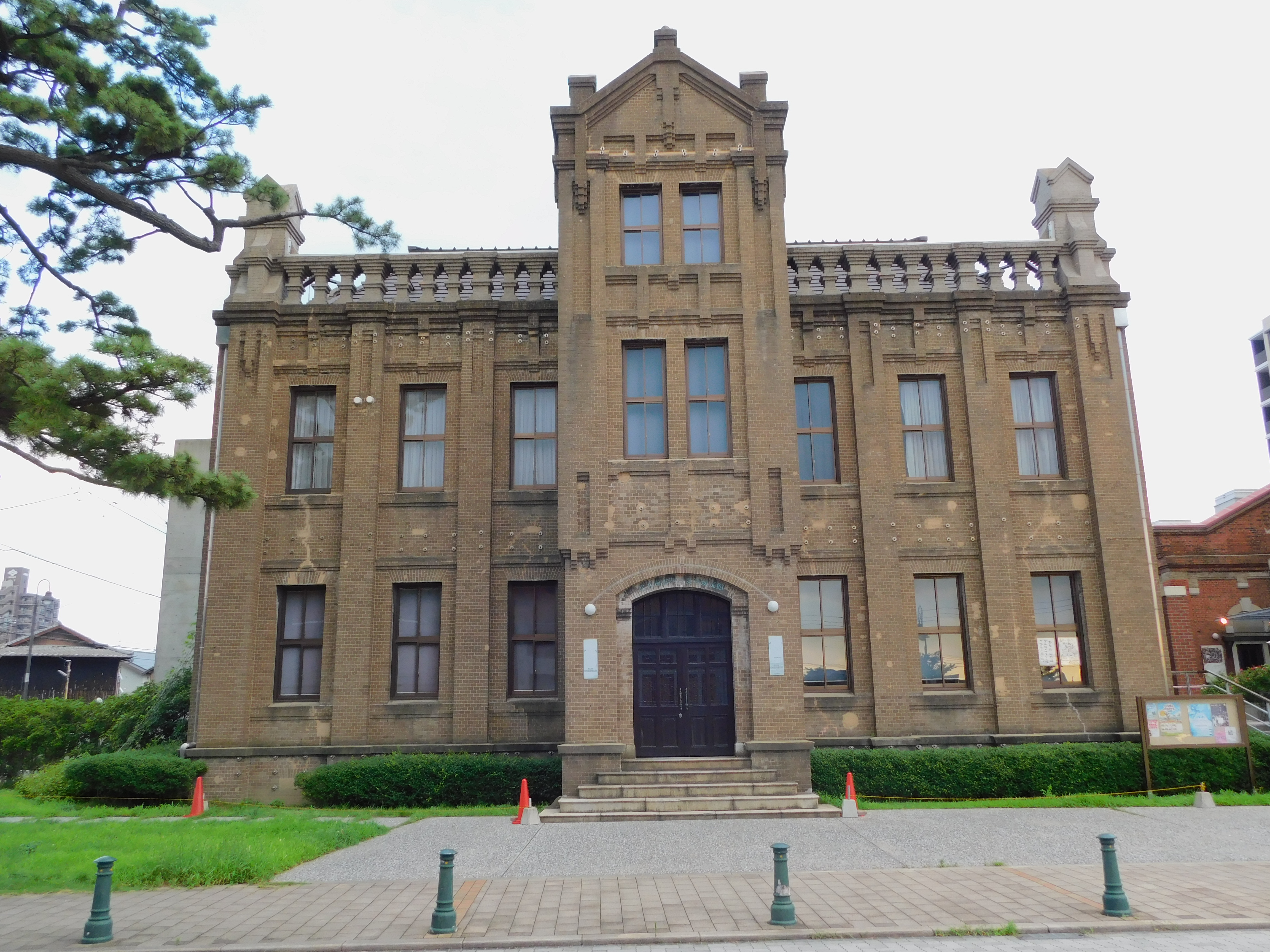
門司赤煉瓦プレイス (旧・帝国麦酒)
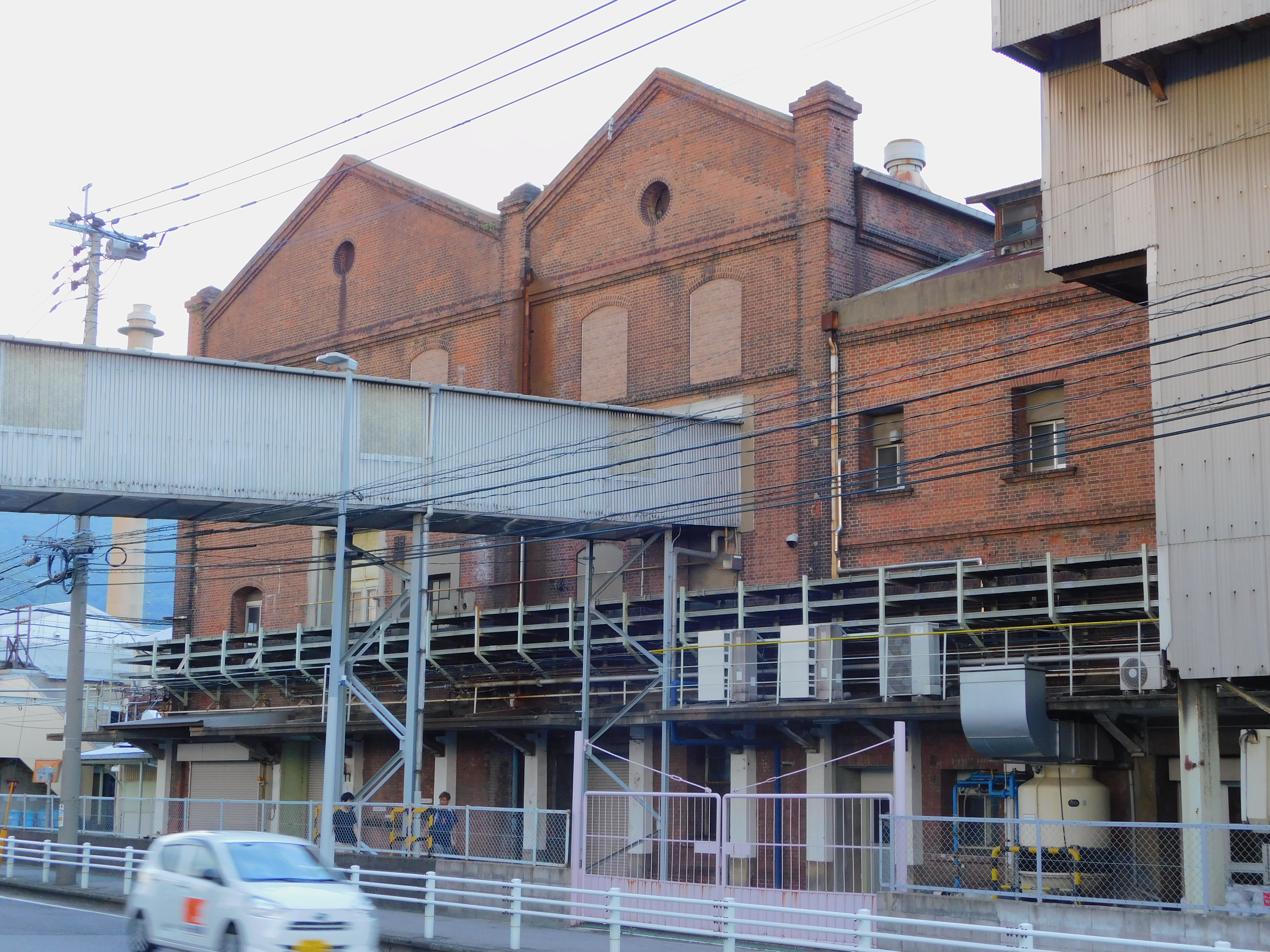
関門製糖 (旧・大里製糖所)
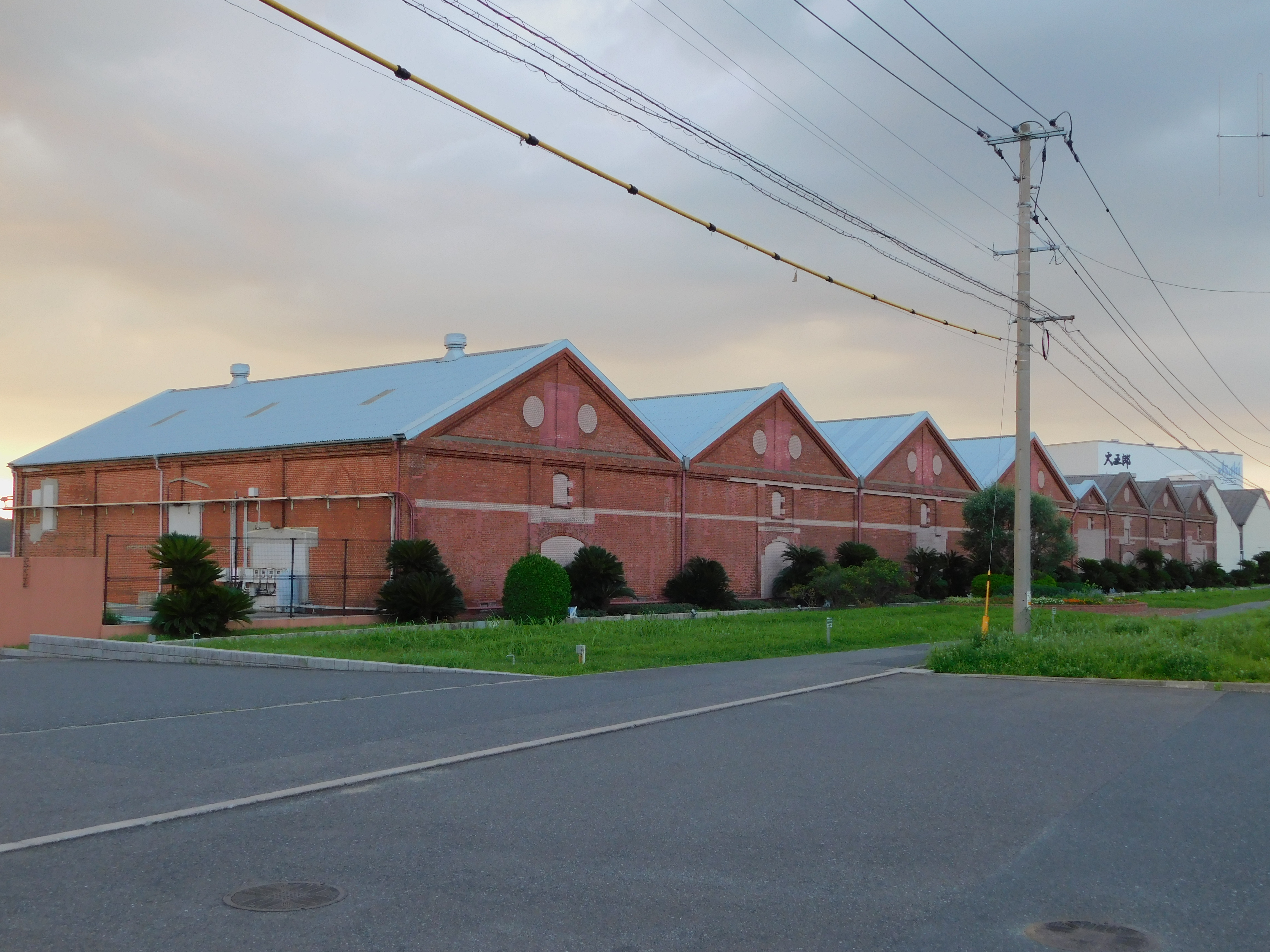
ニッカウヰスキー (旧・大里製粉所倉庫)
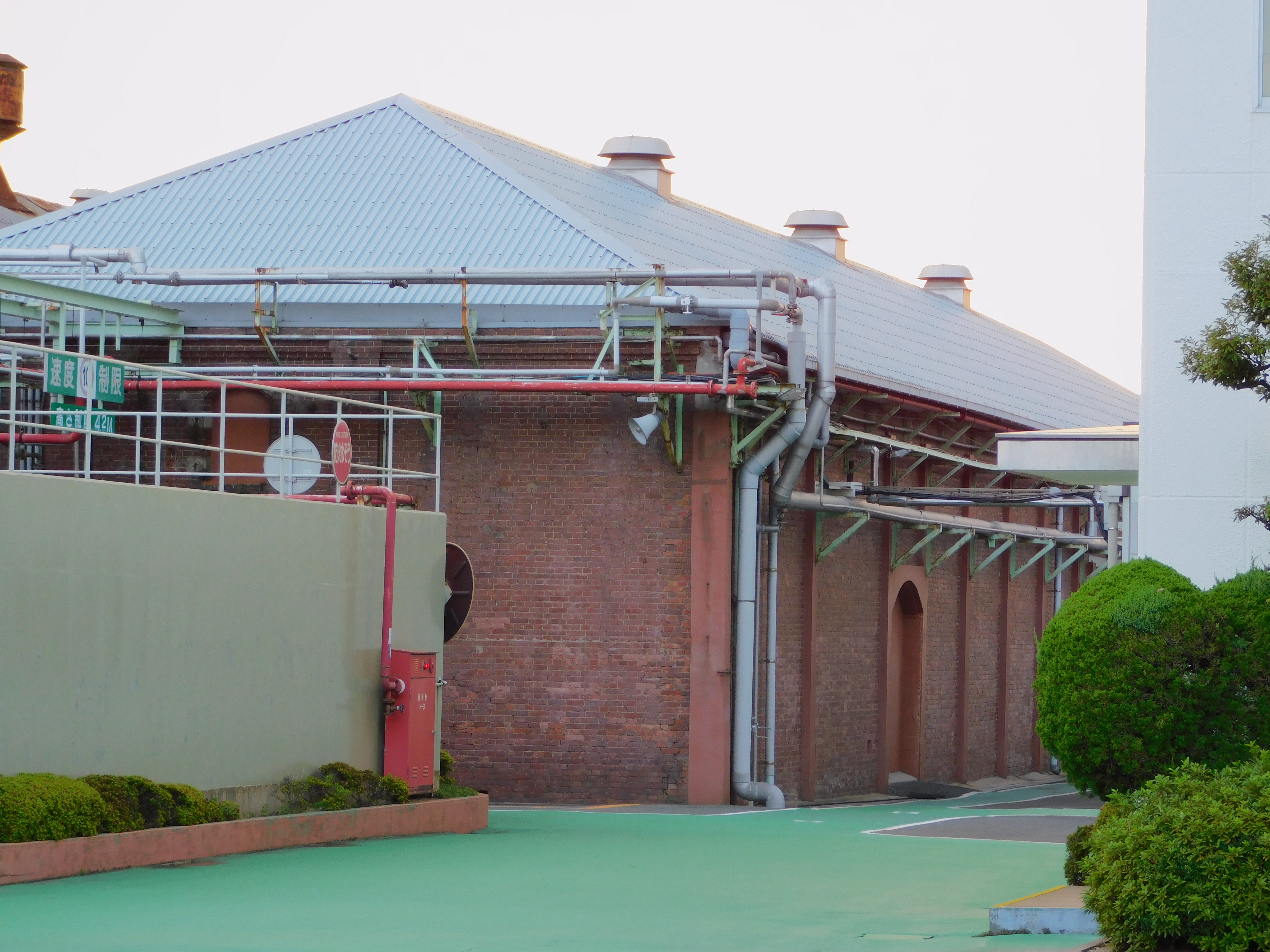
ニッカウヰスキー (旧・大里酒精製造所)
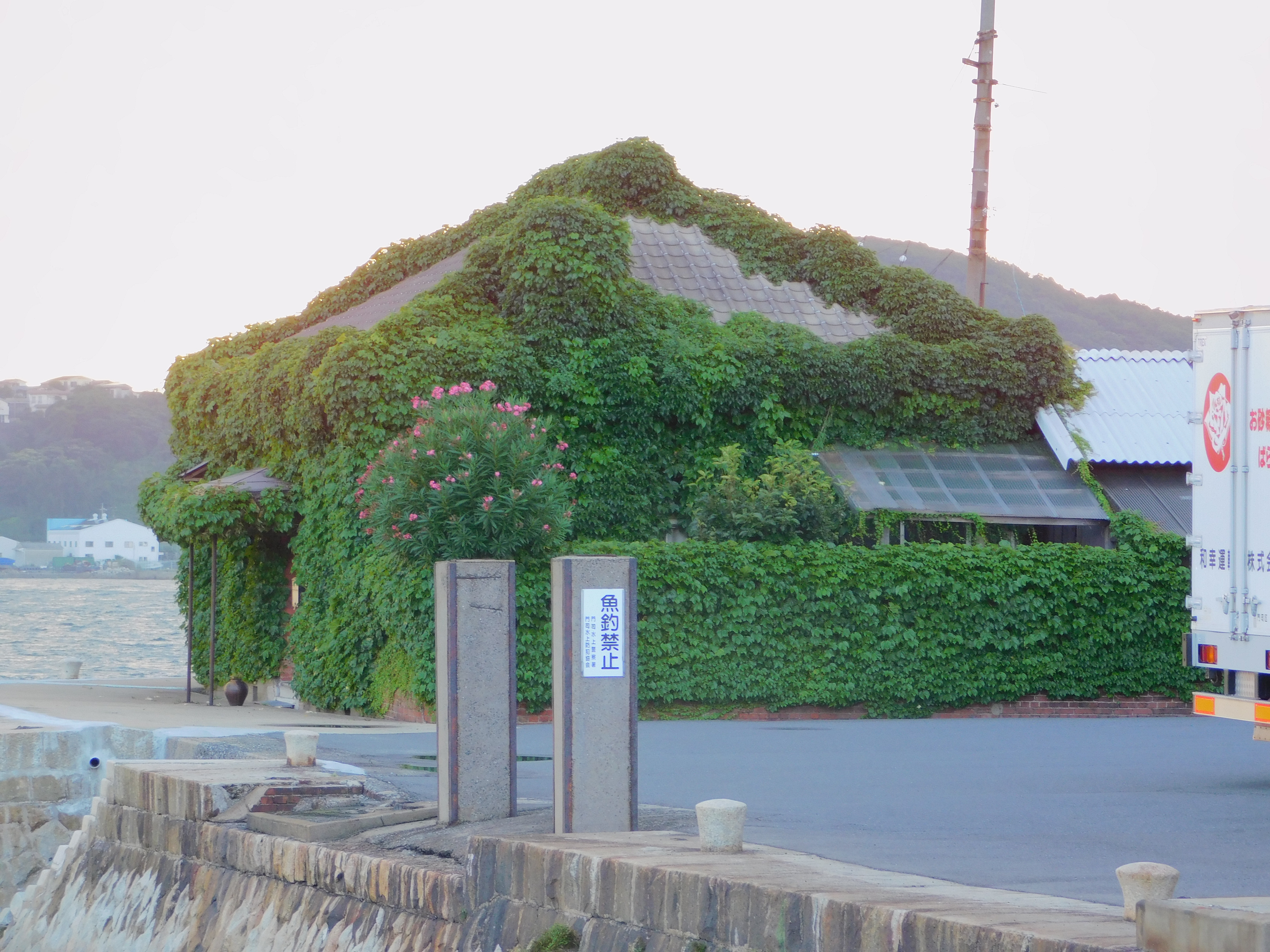
和幸運輸事務所 (旧・小倉税務署出張所)